# Jindřich I. Bourbon-Condé
Henri de Bourbon-Condé (Jindřich I. Bourbon-Condé; 29. prosince 1552 – 5. března 1588) byl francouzský princ královské krve a hugenotský generál stejně jako jeho daleko známější otec, Ludvík I. Bourbon-Condé.
Jindřich byl nejstarší syn Ludvíka I. Bourbon-Condé a Eleanory de Roucy de Roye. Z osmi dětí jejich rodiny byli Jindřich a jeho bratr František Bourbonský, vévoda de Conti jediní, kteří měli potomky. Měli také mladšího polorodého bratra Karla, hraběte ze Soissons, z otcova druhého manželství. Jindřichův bratranec se stal navarrským a francouzským králem jako Jindřich IV.
Oženil se dvakrát, poprvé za svou sestřenici Marií Klévskou (1553–1574). Její matka byla sestrou jeho otce. Marie byla velká kráska a francouzský král Jindřich III. měl zřejmě v plánu jejich sňatek zrušit, aby se s ní mohl oženit sám, ona ale zemřela na porodní komplikace ještě dříve, než to mohl učinit. Jindřich měl s Marií jedno dítě:
- 1. Kateřina (30. 10. 1574 Paříž – 30. 12. 1595 tamtéž), markýza d'Isles, zemřela neprovdána, pohřebna v klášteře Saint-Germain-des-Prés v Paříži[1]

Podruhé se Jindřich oženil se sestřenicí z druhého kolena, Charlottou Cathérine de La Trémoille (1568–1629), dcerou Ludvíka III. de La Trémoille a vnučkou vojevůdce de Montmorencyho. Měli spolu dvě děti, přičemž syn se narodil jako pohrobek:
- 1. Eleanora (30. 4. 1587 Saint-Jean-d'Angély – 20. 1. 1619 Muret-et-Crouttes)
⚭ 1606 Filip Vilém Oranžský (19. 12. 1554 Buren – 20. 2. 1618 Brusel), kníže oranžský
- 2. Jindřich II. (1. 9. 1588 Saint-Jean-d'Angély – 26. 12. 1646 Paříž), kníže de Condé
⚭ 1609 Šarlota Markéta de Montmorency (11. 5. 1594 Pézenas – 2. 12. 1650 Châtillon-sur-Loire)